# Wonderful Rainbow
Wonderful Rainbow ist das dritte Album der amerikanischen Noise-Rock-Band Lightning Bolt. Es gilt als ihr eingängigstes Album und wurde im Frühling 2003 auf Load Records veröffentlicht.
Das Album taucht im Buch 1001 Albums You Must Hear Before You Die auf, wo die Band als fieseste Drum-and-Bass-Band aller Zeiten bezeichnet wird. Jedoch wird der Bassist Brian Gibson fälschlicherweise im Buch als Gitarrist aufgeführt.

## Rezeption
Tiny Mix Tapes stufte das Album als das drittbeste Album der 2000er ein.
Pitchfork Media platzierte das Album auf Platz #157 der "Top 200 Albums of the 2000s". Der Kritiker Marc Masters schrieb anlässlich der Platzierung über das Album: 

„Alles in allem ist der Effekt [des Albums] weniger überflüssig als großzügig, so dass Wonderful Rainbow wie ein Topf voller Gold am Ende einer weiteren belebenden Himmelsfahrt ist.“

2003 vergab Pitchfork Media bereits 8,4 von 10,0 Punkten an das Album.
Rick Anderson vergibt 4/5 Punkte an die Platte und schreibt bei allmusic:

„Das Album ist so, als würde dir ein schönes Mädchen mit einem Baseballschläger auf den Kopf einprügeln. Stell dir das Beste aus Fred Frith, Derek Bailey, The Ruins, Slayer und Ornette Coleman vor, alles in einen Mixer geworfen. Dann stell sie dir auf Speed vor. Dieses Album behält man!“

## Titelliste
Alle Lieder von Lightning Bolt.
1. "Hello Morning" – 0:55
2. "Assassins" – 3:43
3. "Dracula Mountain" – 5:11
4. "2 Towers" – 7:08
5. "On Fire" – 4:42
6. "Crown of Storms" – 5:09
7. "Longstockings" – 3:17
8. "Wonderful Rainbow" – 1:29
9. "30,000 Monkies" – 3:50
10. "Duel in the Deep" – 6:16